# Meet King Joe
Meet King Joe (sous-titré Fun and facts about America) est un court métrage d'animation américain, produit par John Sutherland en 1951. 

## Synopsis
L'ouvrier américain King Joe ne connaît pas sa chance : il travaille dans un pays qui valorise son travail et, par la même occasion, lui offre un bien meilleur niveau de vie que n'importe quelle autre nation du monde. Il était grand temps qu'il en prenne conscience.

## Analyse
Dessin animé de propagande, Meet King Joe appartient à une série de courts métrages produits par Harding College, et destinés à prouver à l'opinion publique la qualité des valeurs capitalistes américaines. D'une durée standard de 9 minutes, le film s'apparente à un cartoon classique s'appuyant sur de nombreux gags visuels.

## Autour du film
- Tombé dans le domaine public sur le territoire américain, le film peut être téléchargé sur le site archive.org.